# NDUFB5
NDUFB5 (англ. NADH:ubiquinone oxidoreductase subunit B5) – білок, який кодується однойменним геном, розташованим у людей на короткому плечі 3-ї хромосоми.  Довжина поліпептидного ланцюга білка становить 189 амінокислот, а молекулярна маса — 21 750.
| 10         |  | 20         |  | 30         |  | 40         |  | 50         |
| ---------- |  | ---------- |  | ---------- |  | ---------- |  | ---------- |
| MAAMSLLRRV |  | SVTAVAALSG |  | RPLGTRLGFG |  | GFLTRGFPKA |  | AAPVRHSGDH |
| GKRLFVIRPS |  | RFYDRRFLKL |  | LRFYIALTGI |  | PVAIFITLVN |  | VFIGQAELAE |
| IPEGYVPEHW |  | EYYKHPISRW |  | IARNFYDSPE |  | KIYERTMAVL |  | QIEAEKAELR |
| VKELEVRKLM |  | HVRGDGPWYY |  | YETIDKELID |  | HSPKATPDN  |  |            |

A: Аланін

D: Аспарагінова кислота

E: Глутамінова кислота

F: Фенілаланін

G: Гліцин

H: Гістидин

I: Ізолейцин

K: Лізин

L: Лейцин

M: Метіонін

N: Аспарагін

P: Пролін

Q: Глутамін

R: Аргінін

S: Серин

T: Треонін

V: Валін

W: Триптофан

Задіяний у таких біологічних процесах як транспорт, транспорт електронів, дихальний ланцюг, поліморфізм, альтернативний сплайсинг. 
Локалізований у мембрані, мітохондрії, внутрішній мембрані мітохондрії.